# Croquemitoufle (album)
Pour le film de Claude Barma, voir Croquemitoufle.
Albums de Gilbert Bécaud
Salut les copains
(1957) Pilou… Pilou… hé
(1959)
Croquemitoufle est le premier album studio de Gilbert Bécaud portant un véritable titre. L'orchestre et la direction musicale sont de Raymond Bernard et François Vermeille. Il paraît en 1958 au format 33 tours 30 cm (La Voix de son Maître - FCLP 117).

## Face A
1. Croquemitoufle (version 2 - version film) (Louis Amade, Pierre Delanoë/Gilbert Bécaud)
2. Alleluia (Pierre Delanoë, Louis Amade/Gilbert Bécaud)
3. Le Mur (Maurice Vidalin/Gilbert Bécaud)
4. Ran-tan-plan (Pierre Delanoë, Louis Amade/Gilbert Bécaud)
5. Le Jour où la pluie viendra (Pierre Delanoë/Gilbert Bécaud) (1957)
6. La Ballade des baladins (Louis Amade/Gilbert Bécaud) (1953)

## Face B
1. Si je pouvais revivre un jour ma vie (Louis Amade, Pierre Delanoë/Gilbert Bécaud)
2. Les Amours de décembre (Louis Amade, Pierre Delanoë/Gilbert Bécaud)
3. C'est merveilleux l'amour (Charles Aznavour/Gilbert Bécaud)
4. Mes mains (Pierre Delanoë/Gilbert Bécaud) (1953)
5. Il fait des bonds... le Pierrot qui danse (Louis Amade/Gilbert Bécaud) (1957)
6. Viens danser (Louis Amade, Pierre Delanoë/Gilbert Bécaud)